# Abraham i towarzysze
Abraham i towarzysze, grupa męczenników chrześcijańskich czczonych w Kościele koptyjskim 3 sierpnia.
Imiona pozostałych męczenników to: Etnus, Akrates, Jakub oraz Jan.